# Lịch sử Iran
Lịch sử Iran hay còn được gọi là lịch sử Ba Tư, là lịch sử bao gồm nhiều đế quốc khác nhau trong suốt nhiều thiên niên kỷ qua tại Cao nguyên Iran và các khu vực xung quanh. Đế quốc Ba Tư là đế quốc đầu tiên trong một loạt các đế quốc trong lịch sử cai trị vùng Cao nguyên Iran (Irān - "Đất của các chủng tộc Aryan"). Theo một số quyển sử do người Âu viết, đế quốc này bắt nguồn từ hai Vương quốc Đông Ba Tư (Parsua) và Tây Ba Tư (Anshan) do nhà Achaemenes (690–328 trước Công nguyên) trị vì. Nhà Achaemenes thuộc sắc tộc Ba Tư của người Aryan xuất phát từ khu vực tỉnh Pars của Iran ngày nay. Trong nghiên cứu lịch sử Đế quốc Ba Tư cổ đại, người ta thường bị lệ thuộc nhiều vào các nhà sử học Hy Lạp cổ đại, điển hình như các tác phẩm kinh điển của Herodotos và Xenophon. Lý do là vì người Ba Tư xưa chỉ thể hiện lòng sùng kính các vị vua của họ qua việc cúng tế tông miếu, chứ không viết sách vở gì cả.
Tuy nhiên, một số người có tư tưởng "Đại dân tộc Iran", liệt một số triều đại người ngoại quốc vào lịch sử Iran. Theo cách nhìn này đế quốc Ba Tư được khởi đầu với những người Medes, sau khi họ cùng với người Babylonia tiêu diệt đế quốc Assyria, và khởi lập đế quốc Media. Vua xứ Anshan là Cyrus II (khoảng năm 575 - 529 trước Công Nguyên), tức Cyrus Đại Đế, lên nối ngôi vào năm 559 trước Công Nguyên) và đánh bại vua Media là Astyages tại Ecbatana, thống nhất hai dân tộc Ba Tư và Media thành một Đế quốc Achaemenes vào năm 550 trước Công Nguyên. Với chiến thắng hiển hách này, người Ba Tư trở thành bá chủ của châu Á, vì họ là nỗi sở hãi của các lân bang hùng mạnh. Dường như Cyrus Đại Đế đã chinh phạt một Vương quốc lân cận và giết cả vua nước ấy. Ông cũng thực hiện chiến thuật xuất sắc và giành chiến thắng vang dội, chinh phạt được Đế quốc Lydia vào nam 547 trước Công Nguyên. Sau đó, ông tiêu diệt được Đế quốc Tân Babylonia, rôi đưa người Do Thái trở về Jerusalem. Ông lập nên một Đế quốc Thế giới đầu tiên và để lại tiếng vang cho đến ngày nay. Đế quốc Ba Tư trở thành đế quốc huy hoàng nhất trong mọi quốc gia châu Á đương thời, do đó nhân dân tôn vinh Cyrus Đại Đế là vị "Quốc tổ" của họ.
Cuộc chinh phạt Ba Tư của quân Hồi giáo (633–656) kết thúc triều đại Sassanid. Từ thế kỷ 8 tới 10, dân Ba Tư dần dần bị thuần hóa qua đạo Hồi giáo, dẫn đến sự suy sụp của Hỏa giáo. Tuy nhiên, các thành tựu của người Ba Tư không hề bị mất nhưng bị nền văn minh Hồi giáo hấp thụ.
Sau nhiều thế kỷ bị quân ngoại bang đô hộ và chiếm đóng và một số triều đại ngắn ngủi của người Ba Tư, cuối cùng vào năm 1501, nước Ba Tư được thống nhất bởi triều đại Safavid, điều đó dẫn tới sự thay đổi từ đạo Hồi giáo Sunni qua đạo Hồi giáo Shi'a thành đạo chính thức của vương triều. Sự kiện đó đã trở thành sự kiện quan trọng nhất trong lịch sử Ba Tư. Ba Tư được cai trị bởi các vị vua được gọi là "shah" từ năm 1501 cho tới cách mạng Iran xảy ra vào năm 1979 và từ đó trở thành Iran.

## Tổng quan
Iran có một lịch sử bao gồm lãnh thổ có biên giới khá cố định từ thế kỷ XX, và lịch sử của vài dân tộc đã sống trên lãnh thổ này từ nhiều thế hệ. Đặc biệt nhất là dân tộc Ba Tư, với một sức mạnh bản sắc văn hóa hiếm có, đã mấy phen đứng vững không bị ngoại bang đồng hóa, và còn đồng hóa lại các triều đại, chủng tộc đô hộ đất nước họ.
Theo con số đưa ra của CIA World Fact Book vào tháng 7 năm 2009,, nước Iran có khoảng 66,4 triệu dân, trong đó người Ba Tư chiếm 51%, người Azerbaijan 24%, người Gilak và người Mazandaran 8%, người Kurd 7%, người Ả Rập 3%, người Lur 2%, người Baloch 2%, người Turkmen 2%, và 1% là các sắc dân khác.
Trong các chủng tộc kể trên, người Ba Tư, Gilak, Mazandaran, Kurd, Lur và Baloch thuộc gia đình tộc Iran. Người Azerbaijan nguyên thủy thuộc Hồi tộc, tức tộc Thổ Nhĩ Kỳ, nhưng nay cũng đã lai nhiều với tộc Iran và tộc Kavkaz. Ngoài ra, người Tajik ở Tajikistan và người Pashtun ở Afghanistan cũng thuộc tộc Iran. Người Baloch cũng có mặt đông đảo ở Pakistan. Vì vậy, những người theo lý tưởng "Đại dân tộc Iran" thường sáp nhập lịch sử một số nước lân bang vào lịch sử Iran.
Những triều đại lớn của Iran đã từng hùng cứ những vùng đất rộng lớn bao quanh Iran ngày nay. Những vùng đất này, trước và sau những thời đại đó, có khi cũng được tính vào lịch sử Iran trong một số trường hợp.
Với những khám phá khảo cổ từ thế kỷ 19, nhiều trang lịch sử thời cổ đại của Iran đã được tìm lại, tranh cãi, viết thêm, và cũng có khi bị xóa bỏ vì một số lý thuyết bị chứng minh là không vững khi đối chiếu với các khám phá mới.
Khoảng thời gian dài xấp xỉ 7.000 năm, trên một vùng đất rộng bao la, với nhiều chủng tộc, nhiều triều đại, và nhiều lằn ranh không rõ ràng về thời gian, về không gian, về huyết hệ khiến cho lịch sử Iran rất phong phú và phức tạp. Tuy nhiên, nhờ có vài triều đại của người Ba Tư cai trị những lãnh thổ lớn, đại cương của lịch sử Iran lại đơn giản và dễ nhớ. Ngoài các triều đại đó ra, cách phân định các thời kỳ trong lịch sử Iran thường khác biệt nhau, tùy theo các tiêu chuẩn nào đã được chọn về cương thổ địa lý, về nhân chủng học, v.v…
Bảng tổng quan dưới đây liệt kê một số triều đại trong lịch sử Iran. Còn rất nhiều triều đại, nhất là thời thượng cổ, vắng mặt trong bảng tổng quan này.
|  |

## Thời kỳ tiền triều đại
Trên cao nguyên Iran có hàng chục di chỉ thời tiền sử chứng tích của nhiều nền văn hóa cổ và sự định cư ở đô thị từ thiên niên kỷ thứ IV trước Công nguyên.
Người Iran thời sơ sử khởi sắc sau sự phân khai của các nhóm chủng tộc Âu-Ấn, và dấu tích họ được tìm thấy tại khu vực khảo cổ Bactria-Margiana, một trung tâm văn minh thời đại đồ đồng của miền Trung Á. Các bộ lạc Aryan và đến cao nguyên Iran vào thiên niên kỷ thứ ba và thứ hai trước Công nguyên, và có lẽ bằng nhiều đợt. Lâu dần họ phân biệt thành các nhóm tộc phía đông và các nhóm phía tây. Đến thiên niên kỷ thứ nhất TCN, nhóm phía tây gồm có các dân tộc Media, Ba Tư, Bactria và Parthia; nhóm phía đông có các dân tộc Cimmeria, Sarmatia và Alan sinh sống tại các thảo nguyên phía bắc Biển Đen. Người Pashtun và Baloch định cư ở vùng núi phía tây bắc Ấn Độ và vùng Balochistan ở Pakistan ngày nay. Lại có các tộc khác như người Scythia tản mác xa đến bán đảo Balkan phía tây và vùng Tân Cương phía đông.

## Văn minh Jiroft
Văn minh Jiroft được phát hiện từ thập niên 1970 với hơn 100 di chỉ được tìm thấy quanh thành phố Jiroft. Những di chỉ này cho thấy sự hiện diện của một nền văn minh ngay từ thiên niên kỷ V trước Công Nguyên. Những thành tựu và những sắc thái của nền văn minh này đã khiến nhiều ý kiến xem rằng đây chính là nền văn minh gốc của nhân loại, thầy của các nền văn minh Ai Cập, văn minh Lưỡng Hà và văn minh lưu vực sông Ấn.

## Văn minh Sơ Elam
Văn minh Sơ Elam được xếp vào giai đoạn 3200 TCN đến 2700 TCN, với nhiều ý kiến dị biệt về niên đại như đối với các thời đại xa xưa khác. Đặc trưng của nền văn minh này là những di tích và cổ vật có ghi khắc văn tự Sơ Elam và văn tự đường gạch Elam. Hai văn tự này đến nay vẫn chưa được giải mã.
Những di tích của nền văn minh này được tìm thấy chủ yếu ở Susa, ở Teppe Sialk nơi có một ziggurat thời này và ở Tepe Yahya.

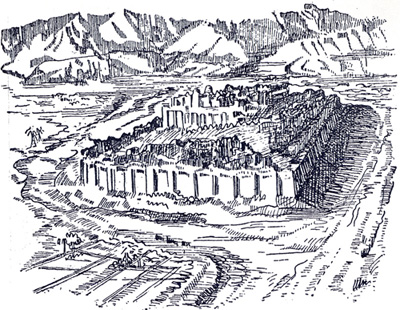
Teppe Sialk là một di chỉ của văn minh Sơ Elam tại Iran. Theo ước tính cho niên đại xưa nhất, di chỉ này đã có từ thiên niên kỷ VI trước CN.

## Xứ Elam
Lịch sử Iran, ban đầu, trong suốt một quảng thời gian dài trên dưới 1700 năm (2550 TCN - 843 TCN), chỉ tập trung trong một khu vực miền tây nam khá hạn chế của xứ Iran ngày nay: bờ cõi xứ Elam và vài vùng phụ cận. Xứ Elam, nhờ ở cạnh bên miền Lưỡng Hà, nơi nhiều bia ký và tài liệu lịch sử đã được khai quật, giải mã, và đối chiếu, nên đã được biết đến ít nhiều trên khắp thế giới từ thế XX. Từ năm 2550 TCN (còn nhiều tranh cãi về niên đại chính xác), dưới các quốc hiệu Awan (2550 TCN - 2120 TCN), Simashki (2120 TCN - 1850 TCN) và Elam (1850 TCN - 539 TCN), vương quốc này đã sánh vai với các cường quốc của Lưỡng Hà như Lagash, Akkad, Assyria và Babylonia. Người ta đã biết tên và ước tính được năm cai trị của không dưới 65 vị vua của xứ này. Vị vua đầu tiên được biết tên (theo "Cambridge Ancient History" xuất bản năm 1971) là Peli, cai trị Awan vào khoảng năm 2500 TCN.
Xứ Elam, với thêm các nước phụ thuộc, có diện tích rộng khoảng 150.000 km². Lúc rộng lớn nhất diện tích này lên đến khoảng 350.000 km², tức là tương đương với Việt Nam ngày nay. Nhiều sử gia gọi Elam là đế quốc trong những giai đoạn hưng thịnh của xứ này.
Thủ đô vào buổi đầu của Elam là Anshan, một thành phố đã có từ thiên niên kỷ IV TCN. Nhưng thủ đô chót, thành Susa lại to lớn và nổi tiếng hơn. Và có lẽ Susa cũng được xây dựng trước cả Anshan: vào khoảng năm 4000 TCN. Susa được nhắc đến trong lịch sử lần đầu tiên vào thời vua Sargon xứ Akkad (2334 TCN - 2279 TCN) ở Lưỡng Hà. Khi xứ Akkad mất, vua Awan là Puzur-Inshushinak giành Susa vào lãnh thổ Elam. Người Lưỡng Hà Ur chiếm Susa và đầu thế kỷ XXI TCN.
Vào năm 2004 TCN, vương triều thứ ba của xứ Ur, lúc ấy là vương quốc mạnh nhất ở Lưỡng Hà, bị liên quân người Amorites và Elam (của vua Kindattu xứ Simashki) tiêu diệt. Vua Ur là Ibbi Sin bị giải về Elam. Thành phố Susa cũng về tay Elam.
Năm 1781 TCN, tiếp theo cái chết của vua Assyria là Shamshi Adad I, một cuộc chiến tranh kéo dài trong 20 năm đã diễn ra giữa các nước Assyria, Mari, Esnunna, Babylonia, Isin, Larsa, Aleppo (ở Syria) và Elam. Cuộc chiến này đưa đến chiến thắng và bá quyền của vua Hammurabi xứ Babylonia, người được coi là cha đẻ của bộ luật đầu tiên trên thế giới.
Trong khoảng thời gian tiếp theo đó, người ta chỉ biết ít sự kiện về Elam, ngoại trừ tên các triều đại và tên các vị vua một cách khá đầy đủ. Đến khoảng 1400 TCN, một triều đại mới được bắt đầu với vua Ige-halki (nhà Igehalki), có lẽ được lập lên bởi vua xứ Babylonia là Kurigalzu I. Trước đó Kurigalzu I đã phải thực hiện nhiều chiến dịch để chiếm vùng Kabnak và tây bộ Elam. Kế đó, bắt đầu một thời gian giao hảo tốt đẹp giữa Elam và Babylonia. Các vua Babylonia thường gả công chúa sang Elam. Các vua Elam nổi bật trong thời này có Humban-numena (1355 TCN - 1345 TCN), là một nhà chinh phục lớn (so với tầm cỡ các xứ thời đó) và người kế vị ông là Untash-Napirisha (1345 TCN – 1305 TCN), người cho xây thành phố Dur-Untash (Choga-Zambil).
Sau Untash-Napirisha, xứ Elam thường bị vua Assyria là Tukulti-Ninurta I tấn công. Đồng minh của Elam là Babylonia cũng bị vua này đánh bại. Elam hùng mạnh trở lại với Kidin-Hutran III (1245 TCN – 1215 TCN). Ông nhiều lần tấn công vào bờ cõi Babylonia, khiến các căn cứ Assyria ở đấy bị suy yếu, nhưng cũng làm cho nhà Kassites của Babylonia yếu thêm.

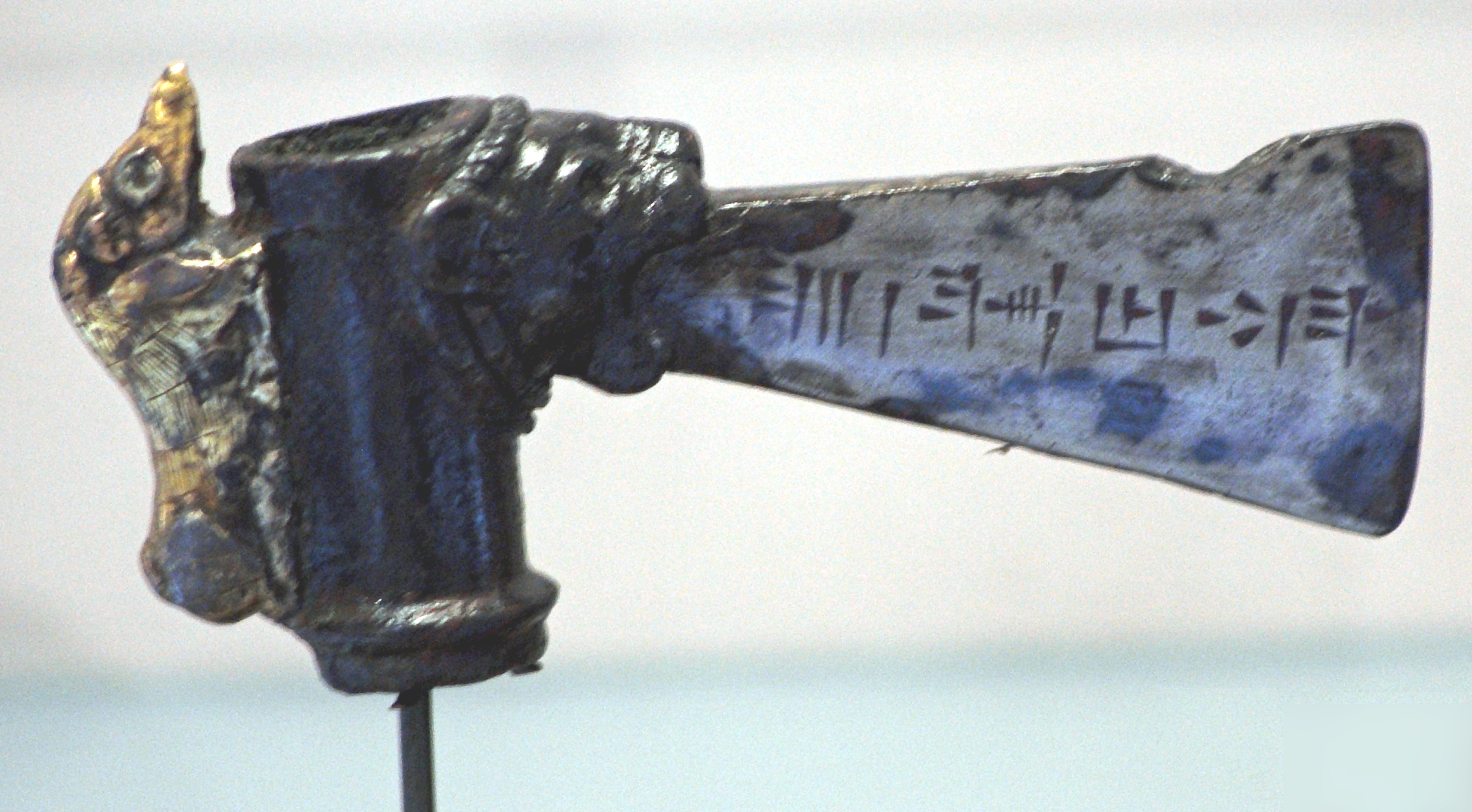
Rìu có ghi khắc tên vua Untash-Napirisha.

Nhà Igehalki được tiếp nối bởi nhà Shutrukid. Một cuộc nghiên cứu gần đây cho rằng hai triều đại này có thể chỉ là một. Với nhà Shutrukid, xứ Elam đạt đến đỉnh cao hùng mạnh trong lịch sử của họ. Thời này, hai xứ Assyria và Babylonia đều không mạnh lắm. Sau nhiều chiến dịch đánh vào Babylonia, Shutruk-Nahhunte I (1190 TCN – 1155 TCN) chiếm được thủ đô Babylon (1170 TCN) và diệt nhà Kassites của xứ này (1167 TCN). Năm 1166 TCN, Shutruk-Nahhunte I đánh bại vua Assyria là Assur Dan I, chiếm vùng phụ cận hồ Tiểu Zab.
Người Babylonia nổi lên, lập nhà Isin I, dần dần khôi phục lại lãnh thổ. Năm 1150 TCN, họ đánh Elam, lấy lại tượng hai vợ chồng "thần hộ mệnh quốc gia" của Babylonia là thần Marduk và nữ thần Tsarpanitum - khi trước bị Shutruk-Nahhunte I cướp đi - rước về. Elam qua đánh bại lại Babylonia, đem đi hai tượng năm 1143. Mười tám năm sau, người Babylonia, dưới sự thống lĩnh của vua Nebuchadrezzar I, đoạt lại hai pho tượng này. Và lần này, họ tàn phá cả đất nước Elam. Vua Elam là Hutelutush-Inshushinak (1125 TCN – 1105 TCN) phải rút về đất Anshan phía đông nam. Nhà Shutrukid mất ít lâu sau đó.
Sử học hiện nay không biết tên một vua Elam nào từ khoảng 1050 TCN đến 753 TCN. Khoảng 1050 đến 950 TCN có nhiều dân tộc di cư vào Tây Nam Á, tiêu diệt hoặc làm suy yếu nhiều nước cổ. Hai dân tộc quan trọng nhất là người Media đến định cư ở miền tây bắc Iran và người Ba Tư đến định cư miền tây nam Iran. Người Ba Tư chiếm vùng Anshan và lập xứ Parsumash ở đấy.
Năm 843 TCN xứ Parsumash bị Assyria chiếm. Qua sự kiện đó người ta biết được là Elam đã mất vùng Anshan khá lâu trước đó. Và qua những sự kiện khác người ta cũng biết được là Elam đã chiếm lại được vùng Susa, và dời trọng tâm về vùng này.
Thời Tân Elam thứ hai (753 TCN - 646 TCN) là một thời người Elam tranh đấu để giữ gìn bờ cõi chống lại những cuộc xâm lăng của đế quốc Assyria. Các vua Elam thường liên kết với người Babylonia và nhiều láng giềng nhỏ khác, mấy lần giúp Babylonia nổi lên thoát ách đô hộ của Assyria. Nhưng Assyria thường thắng trận, và giữ quyền kiểm soát Babylonia. Sau một cuộc nổi dậy lớn của vua Babylonia là Shamash-shum-ukin chống lại Assyria, có hậu thuẫn mạnh từ Elam, vua Assyria là Assurbanipal đã đem quân tàn phá Susa năm 646 (hoặc 639 TCN). Các bia ký Assyria kể rằng lần này họ đã hoàn toàn xóa tên xứ Elam. Nhiều sách trong thế kỷ XX căn cứ vào các tài liệu này và coi năm 639 TCN là thời điểm kết thúc của Elam. Nhưng thật ra Elam, vỡ thành nhiều xứ nhỏ như Susa, Malamir, Zamir, Samati, v.v… vẫn còn tồn tại thêm được 1 thế kỷ nữa, đến năm 539 TCN, trước khi bị sáp nhập vào đế quốc Ba Tư của Cyrus Đại Đế. Thành phố Susa cũng đã tái sinh được từ những tro gạch hoang tàn và vươn lên thành một trong bốn đất kinh kỳ của Cyrus Đại Đế về sau.

## Huyền sử Iran
Huyền sử Iran có thể mang nhiều tình tiết hoang đường, chẳng hạn với những ông vua ngự trị trên cả thế giới, hay trị vì hàng trăm năm, v.v… Nhưng huyền sử cũng thường được giảng dạy ở học đường trong một ít giờ học lịch sử. Và nhiều mẫu chuyện rút trong huyền sử cũng thường được các vua chúa, quan tướng cho đến dân gian coi làm tấm gương hành xử qua các đời, khiến huyền sử có tác động hoàn toàn thật trên chính sử.
Có nhiều nguồn tài liệu nói về huyền sử Iran. Hai nguồn nổi tiếng là bộ sử bằng văn xuôi Tarikh al-Rusul wa al-Muluk của Al-Tabari (838-923) và thiên sử thi Shahnama của Firdausi (935-1020). Hoàng đế Kay Khosrow của nhà Kayani là vị vua vĩ đại nhất trong huyền sử Iran. Có tài liệu đánh đồng ông với vị Hoàng đế đã gầy dựng nên Đế quốc Ba Tư hùng mạnh - Cyrus Đại Đế. Tiểu sử của Hoàng đế Cyrus Đạị Đế được ghi nhận trong sử cũ Hy Lạp trong khi tiểu sử của Hoàng đế Kay Khosrow được ghi nhận trong sử cũ Ba Tư.
Các triều đại được nhắc đến trong huyền sử Iran có:
- Nhà Pishdadi
- Nhà Kayani
- Nhà Shansab, sau đổi tên thành nhà Ghor, đã vào chiếm Bắc Ấn vào cuối thế kỷ 12[20].

## Đế quốc Media (728 TCN - 550 TCN)
Dân tộc Elam không thuộc nhóm Ấn-Âu hay Ấn-Iran. Nhân vật thuộc chính sử người tộc Iran đầu tiên là Deioces - vị vua khai quốc của Media. Ông được nhắc đến trong các bia ký của đế quốc Assyria và trong bộ sử Historiai của Herodotos. Niên đại trị vì của ông còn trong vòng tranh cãi. Ông đã quy định luật pháp và tổ chức xây kinh thành Ecbatane (nay là Hamadan). Có thể vào năm 715 TCN ông đã bị vua Assyria là Sargon II đánh bại và bắt đày đi xa xứ .
Vua Phraortes lên kế vị vua cha Deioces. Ông thân chinh đánh quân Assyria, và bị tử trận. Trong lúc ông đang chinh chiến ở Assyria thì đại quân Scythia kéo đến đánh tan tác quân của con ông là Cyaxares, và đô hộ nước Media.

Đế quốc Media khoảng năm 600 TCN.

Vào năm 625 TCN, vua Cyaxares vùng lên đánh đuổi được người Scythia, tiêu diệt các thủ lĩnh người Scythia và giành lại độc lập cho đất nước. Ông xây dựng lực lượng Quân đội Media hùng cường. Ông họp binh với vua Nabopolassar của Babylonia diệt được đế quốc Assyria ở Iraq. Ông cũng đánh nước Lydia từ năm 585 cho đến năm 580 TCN. Media trở thành đế quốc rộng lớn nhất thế giới dưới thời ông và con ông là vua Astyages.
Vua Astyages làm trái lòng dân, lại gặp phải đối đầu với một vị vua tài ba hiếm có là Cyrus Đại đế khiến cho Media bị vĩnh viễn xóa tên trên bản đồ thế giới.

## Buổi đầu của dân tộc Ba Tư (? - 551 TCN)
Theo sử gia Herodotos (484 TCN - 425 TCN), người Ba Tư lúc đầu gồm 10 bộ lạc. Hai nước của người Ba Tư được biết đến trong chính sử trước tiên có lẽ là xứ Parsua và xứ Parsumash. Theo biên niên sử của Assyria, năm 843 TCN vua Assyria là Shalmaneser III chinh đông, chiếm được xứ Parsua ở phía đông nam hồ Urmia (tây bắc Iran).
Xứ Parsumash ở về phía bắc thành phố Susa. Xứ này do dòng dõi của vua Achaemenes, có buổi đầu là huyền thoại, cai trị. Con của Achaemenes là Teispes (675 TCN - 645 TCN) mở rộng lãnh thổ, xưng là vua thành Anshan cách Susa hơn 500 km về phía đông nam. Từ Anshan, ông lại chiếm được xứ Parsa nay ở vùng thành phố Shiraz. Teispes cho con trưởng là Ariaramnes (645 TCN - 600 TCN) làm vua Parsa, và con thứ là Cyrus I làm vua hai xứ Anshan và Parsumash, nhưng phải thần phục anh. Các xứ này, do hai chi của nhà Achaemenes cai trị, đều là chư hầu của đế quốc Media cho đến những năm đầu đời của vua Cyrus II (559 TCN - 530 TCN) - vị Hoàng đế sáng lập ra chế độ quân chủ Ba Tư cổ kính.

## Nhà Achaemenes, thời đế quốc Ba Tư (551 TCN - 330 TCN)

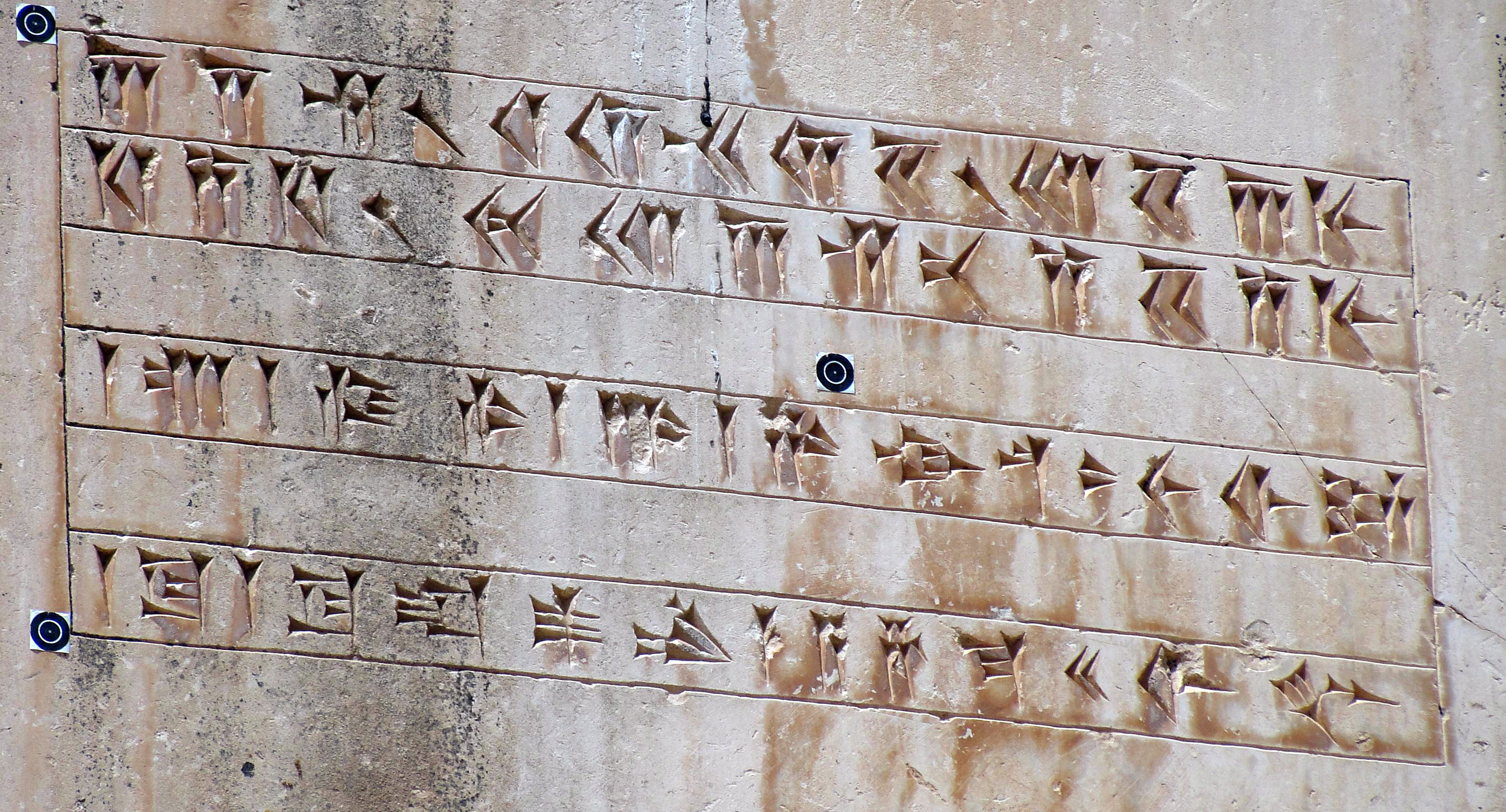
"Trẫm là Hoàng đế Cyrus của Hoàng triều Achaemenes.", bằng tiếng Ba Tư cổ đại, tiếng Elam và tiếng Aramaic. Dòng chữ này được chạm khắc trên một cái cột ở cố đô Pasargadae.

Vua Cyrus II thôn tính được Media và lên ngôi vua nước này, và trở thành Hoàng đế Cyrus Đại đế của Đế quốc Ba Tư. Là một vị vua lỗi lạc, ông xây dựng một trong những lực lượng Quân đội hùng mạnh nhất trong lịch sử thế giới. Ông thực hiện chính sách kết hợp giữa ngoại giao với sức mạnh quân sự để mở rộng bờ cõi, xua đại quân không ngừng chinh phạt và liên tục giành chiến thắng trước những Vương quốc giàu có và hùng mạnh như Lydia và Babylon, thậm chí còn gặt hái thắng lợi trong cuộc chinh phạt người Saka theo nhà sử học Ctesias.
Ông đặt được nền móng cho một đế quốc Ba Tư rộng lớn, văn minh, hưng thịnh, thành niềm tự hào lớn nhất của dân tộc ông. Ông xưng là "Đức Vua của các vị vua", "Đức Vua của bốn phương Trái Đất", và cho phép một số nước chư hầu tiếp tục giữ vương chế. Ông cai trị theo một cách thức phong kiến rất mềm mỏng. Công cuộc bành trướng do Hoàng đế Cyrus Đại Đế đề xướng đã đưa Đế quốc Achaemenes trở thành đế quốc rộng lớn nhất trong thời kỳ cổ đại, chỉ sau Đế quốc La Mã khổng lồ. Kế thừa và tiếp tục xây dựng một đế quốc hùng mạnh như vậy, một vị Hoàng đế kiệt xuất khác của Vương triều Achaemenes là Darius I đã tiến hành những cải cách lớn lao, phát triển đất nước.
Thời nhà Achaemenes, Hỏa giáo trở thành quốc giáo của Ba Tư, và tiếp tục giữ vị thế này cho đến thời thuộc Ả Rập. Có ý kiến cho rằng nhà tiên tri vĩ đại Zoroaster sống cùng thời với vị vua vĩ đại Cyrus Đại Đế, và các tín đồ Hỏa giáo đã phò tá đắc lực ông trong những trận thắng vang dội. Ông cũng thi hành chính sách tự do tôn giáo, văn hóa và tôn trọng nhân quyền đối với các dân tộc dưới quyền ông, nên được các ngoại tộc như người Do Thái kính nể. Trụ Cyrus - ghi nhận của Hoàng đế Cyrus Đại Đế về cuộc chinh phạt xứ Babylon của ông - được nhiều người coi là Tuyên ngôn Nhân quyền đầu tiên trong lịch sử.
Các vị "Vua của các vị vua" nhà Achaemenes có bốn kinh đô: Susa, Ecbatana, Babylon và Pasargadae - một kinh thành do chính vua Cyrus Đại Đế gầy dựng. Dưới triều vua Darius I, một cung điện cũng được xây dựng ở thành phố Persepolis, và thành phố này trở thành kinh đô nghi lễ của Đế quốc Ba Tư.
Hoàng đế Cyrus Đại Đế tử trận trong trận đánh khốc liệt với người người Massagetae theo ghi nhận của nhà sử học Herodotus, hoặc là người Derbices và quân Ấn Độ theo ghi nhận của nhà sử học Ctesias, hoặc là qua đời bình yên tại kinh thành Pasargadae theo ghi nhận của nhà sử học Xenophon vào năm 529 TCN. Các hậu duệ của ông mở rộng bờ cõi sang Ai Cập, đồng bằng sông Ấn và Đông Âu. Hoàng đế Darius I xua quân đàn áp cuộc bạo loạn tại Babylon, tiêu diệt được thủ lĩnh phiến quân Ai Cập, và tiến hành chinh phạt các bộ lạc Iran của người Saka. Đế quốc Achaemenes cũng đô hộ được một số nước của tộc Hy Lạp, người tộc Hy Lạp nuôi chí phục thù, và lập được một phong trào và một liên minh, do vương quốc Macedonia làm minh chủ.
Ngay từ đời vua Darius I, người Hy Lạp đã kháng cự quyết liệt. Sau khi dẹp tan tác một cuộc nổi dậy của nhân dân Ionian, ông cho quân chinh phạt xứ Hy Lạp. Ý tưởng kết liễu hoàn toàn xứ Hy Lạp của ông bị thất bại, với trận Marathon vào năm 490 TCN. Hoàng đế Xerxes I lên nối ngôi vua cha, tiến đánh Hy Lạp và giành nhiều chiến thắng, đốt được cả thành Athena, nhưng sau đó thua trận và rút quân trở về. Sau đó, ông xây dựng cung điện, và ông là vị vua kiệt xuất cuối cùng của Vương triều Achaemenes. Sau khi ông qua đời, Đế quốc Ba Tư suy vong.

## Thuộc Macedonia (330 TCN - 312 TCN)
Vào năm 334 TCN, vua xứ Macedonia là Alexandros Đại đế lên đường chinh phạt châu Á, theo gương Hoàng đế Cyrus Đại Đế thiết lập một Đế quốc rộng lớn. Ông thống lĩnh liên quân Hy Lạp tiến đánh và liên tục đánh thắng quân Ba Tư, chiếm được Đế quốc Achaemenes. Trong một thời gian ngắn ngủi (334 TCN - 323 TCN), ông đã đặt được nền móng truyền bá văn minh Hy Lạp trên lãnh thổ cũ của nhà Achaemenes. Tuy nhiên, ông cũng phải bỏ lễ nghi triều chính của Macedonia mà thay đổi theo cách thức Ba Tư, và cưới một công chúa Ba Tư là Stateira II để được thêm sự ủng hộ của người bản xứ. Tuy đánh bại Hoàng đế Darius III nhưng ông nỗ lực xây dựng một lăng tẩm hoành tráng tại kinh đô Persepolis, cho vị "Vua của các vị vua" thất thế.
Alexandros chết đột ngột, các tướng lãnh của ông đánh nhau liên miên trong 4 cuộc chiến tranh Diadochi. Kể từ năm 312 TCN, lãnh thổ Iran ngày nay về tay tướng Seleukos, sáng tổ của nhà Seleukos.

## Nhà Seleukos (312 TCN - 63 TCN)
Tướng Seleukos trở thành vua Seleukos I Nikator, cai trị liên danh với hoàng hậu Apamea xuất thân là một công chúa Ba Tư. Ông và các hậu duệ áp dụng đường lối cai trị của Darius I nhà Achaemenes, rồi sau lại theo đường lối của Cyrus Đại đế
Nhà Seleukos lúc ban đầu cai trị toàn cõi Iran ngày nay, nhưng từ năm 250 TCN - lúc nhà Arsaces khởi nghiệp - trở đi, thì mất kiểm soát phần nào lãnh thổ Iran, và cuối cùng bị đánh đuổi khỏi lãnh thổ này.
Song song với nhà Seleukos, có một số triều đại cai trị những vùng đất hạn chế, và thường là chư hầu của vương triều này. Một thí dụ điển hình là vương quốc Mecene-Kharacene ở phía bắc vịnh Ba Tư, thành lập năm 129 TCN.

## Nhà Arsaces (250 TCN - 226)
Nhà Arsaces là của người Parthia thuộc tộc Iran. Họ được người Trung Quốc biết đến dưới tên nước An Tức. Phía tây, họ đẩy lùi nhà Seleukos chỉ còn lại Syria. Họ cũng ngăn được bước tiến của đế quốc La Mã khi họ đánh bại quân đội La Mã tại trận Carrhae năm 53 TCN.
Tuy bị nhiều cuộc nội chiến và ngoại xâm đến từ các dân tộc du mục từ Trung Á, nhà Arsaces đã tồn tại được 476 năm, và trở thành triều đại dài nhất trong chính sử tộc Iran.
Song song với nhà Arsaces, có một số triều đại cai trị những vùng đất hạn chế, với tính cách chư hầu hoặc thuộc quốc. Nổi tiếng nhất là nhà Bazrangi, tổ tiên của nhà Sassanid. Nhà Bazrangi đóng đô ở Istakhr, gần cố đô Persepolis.

## Nhà Sassanid (226 - 651)
Người Ba Tư hưng thịnh trở lại, lật đổ nhà Arsaces và lập nhà Sassanid. Nhà Sassanid đem lại một thời đại văn minh rực rỡ, với một lãnh thổ rộng lớn hơn nhà Arsaces, nhưng còn kém nhà Achaemenes.
Phía tây, họ khiến đế quốc La Mã phải kiêng nể. Đến thời La Mã bị chia thì hai lần họ suýt lấy được kinh đô Đông La Mã (Byzantine) là Constantinopolis. Phía đông bắc, họ ngăn được những cuộc xâm lăng của Đột Quyết, đế quốc rộng lớn nhất thế giới trong khoảng từ năm 560 đến 580. Phía tây nam, họ đánh lùi được những cuộc xâm lăng của người Ả Rập, và lại đô hộ nhiều vùng đất phía đông và nam bán đảo Ả Rập.
Song song với nhà Sassanid, có một số triều đại cai trị những vùng đất hạn chế, chẳng hạn như:
- Nhà Karen (537 - 647) ở Tabaristan.[52]

## Thuộc Ả Rập (651 - 821)
Bán đảo Ả Rập thống nhất thành một nước năm 631, và bắt đầu chiến tranh với nhà Sassanid kể từ năm 633. Lãnh thổ Iran ngày nay rơi vào vòng kiểm soát của người Ả Rập năm 642, nhưng người Ba Tư nổi lên hùng cứ một vài nơi, đến năm 651 thì nhà Sassanid mới mất.
Với sự đô hộ của người Ả Rập, đạo Hồi dần dần trở thành tôn giáo chính của các chủng tộc Iran. Người Ba Tư truyền bá văn minh của họ cho người Ả Rập, và hợp tác với người Ả Rập phát huy thời đại hoàng kim của Hồi giáo trong mấy trăm năm.
Vào buổi ban đầu, khi chính quyền trung ương của người Ả Rập còn thịnh, thì lãnh thổ Iran chịu nhiều ảnh hưởng của sự cai trị của:
- Các vị khalip chính thống (632 - 661)
- Nhà Umayyad (661 - 750)
- Nhà Abbas (750 - 1258)

Tuy bị đô hộ, nhưng trong khoảng 60 năm đầu (642 - 700) tiếng Ba Tư vẫn được dùng như một ngôn ngữ hành chánh chính thức trong đế quốc Ả Rập. Đến thời quan tổng đốc Al-Hajjaj (694 - 714) thì tiếng Ba Tư mới bị cấm trong các công văn. Kể từ đó, tiếng Ba Tư trung cổ pha trộn với tiếng Ả Rập, chuyển hóa nhanh chóng thành tiếng Ba Tư hiện đại.
Người Ba Tư vẫn hiện diện trong giới lãnh đạo hàng đầu của đế quốc Ả Rập, như tướng Abu Muslim Khorasani, khai quốc công thần của nhà Abbas, đạo sư Abu Hanifa, tổ sư phái Hanafi là phái lớn nhất trong hệ phái Sunni của đạo Hồi, hoặc gia đình Barmak vizia của nhà Abbas.
Trong thời này, nhiều triều đại nhỏ của người địa phương vẫn được duy trì, và thành lập, như:
- Nhà Ghavparehid-Dabuyehid ở Ghilan (660 - 765)[52]
- Nhà Ghavparehid-Padhospanid ở Ruyan và Rustemdar (660 - 1597)[52]
- Nhà Bawendyes-Keyusyes ở Mazandaran (665 - 1006)[52]
- Nhà Mesidites ở Shirwan (800 - 1067) [52]

## Các triều đại êmia tự chủ (821 - 1094)
Nhà Abbas đến khoảng năm 820 thì suy yếu dần, khiến nhiều chư hầu hoặc thống đốc các tỉnh ly khai thành những triều đại bán độc lập. Những triều đại với lãnh thổ lớn có:
- Nhà Tahir (821 - 873) người Ba Tư.
- Nhà Saffar (861 - 1003) người Iran.
- Nhà Samani (874 - 999) người Ba Tư, khởi nghiệp ở Trung Á.
- Nhà Buya (932 - 1094) người Ba Tư, trên danh nghĩa phò tá các khalip nhà Abbas nhưng thực chất là áp chế các khalip này.

Những triều đại với lãnh thổ nhỏ có:
- Nhà Alavid (864 - 930) ở Tabaristan và Dailem.[52]
- Nhà Hashim (868 - 1077) ở một phần của Shirwan.[52]
- Nhà Saj (889 - 929) ở Azerbaijan.[52]
- Nhà Sallarid (941 - 1064) ở Ghilan.[52]
- Nhà Ziyar (928 - 1077) ở Ghilan và Gorgan.[52]

Từ thời nhà Tahir trở đi thì phong trào phục hưng tiếng Ba Tư ngày càng mạnh. Người Ba Tư truyền bá đạo Hồi cho người Thổ Nhĩ Kỳ rất thành công và tiếng Ba Tư trở thành ngoại ngữ thông dụng của người Thổ Nhĩ Kỳ tại những vùng đất mênh mông miền Trung Á.

## Thuộc Thổ Nhĩ Kỳ (1027 - 1239)
Người Turkmen thuộc tộc Thổ Nhĩ Kỳ lập nhà Ghaznavi ở Afghanistan năm 977. Nhà này bành trướng nhanh vào lãnh thổ Iran và đến năm 1027 thì họ kiểm soát được gần trọn lãnh thổ này . Vì có thuyết cho rằng tổ của nhà Ghaznavi là con cháu của vị hoàng đế nhà Sassanid cuối cùng nên nhiều người coi nhà Ghaznavi là một triều đại Ba Tư chính thống.
Con trai của vị vua khai quốc nhà Ghaznavi là Sultan Mahmud lên nối ngôi vào năm 997. Là một vị vua kiệt xuất và đầy tham vọng, ông mở rộng bơ cõi. Từ năm 1000 cho đến năm 1025, Sultan Mahmud tiến hành chinh phạt Ấn Độ đến 17 lần, dù ông không có ý định thiết lập một Đế quốc Hồi giáo nào tại đây. Ấn Độ bị cướp bóc ác liệt. Với nhà Ghaznavi cuộc phục hưng văn hóa Ba Tư đạt đến mức huy hoàng rực rỡ với các nhà bác học, nhà thơ, nhà văn tại triều đình sultan Mahmud. Kinh đô Ghazni trở nên phồn vinh, chẳng thua gì kinh thành Bagdad của các Khalip khi đó.
Năm 1025 các bộ lạc Oghuz thuộc tộc Thổ Nhĩ Kỳ qua sông Amu Darya vào định cư trong đế quốc Ghaznavi. Người Oghuz có hai nhóm, nhóm lớn lập đế quốc Seljuk, hùng cứ Iran, Iraq, Syria, Thổ Nhĩ Kỳ, v.v…; nhóm nhỏ là người Azerbaijan nay chiếm 24% dân số Iran. Phần lớn đất Iran ngày nay chuyển từ tay nhà Ghaznavi sang nhà (Đại) Seljuk sau trận Dandanaqan năm 1040. Nhà Đại Seljuk đóng đô ở Isfahan, và học tiếng Ba Tư, sống theo văn hóa Ba Tư.
Năm 1148 vùng đất Khwarezm phía đông biển Caspi tách rời khỏi đế quốc Seljuk và sau đó hưng khởi thành đế quốc Khwarezm. Đế quốc này cũng thuộc tộc Thổ Nhĩ Kỳ. Họ chiếm phần lớn đất Iran ngày nay kể từ năm 1194. Năm 1205, vị vua hùng mạnh của triều đại này, Ala ad-Din Muhammad xưng là Shah (vua, theo tiếng Ba Tư).
Vì ảnh hưởng lớn của văn minh Ba Tư, nên nhiều người gọi thời đại này là thời Ba Tư - Thổ Nhĩ Kỳ. Các triều đại lớn là:
- Nhà Ghaznavi (977 - 1187) (Sau 1040 họ tồn tại chủ yếu ở Afghanistan và Pakistan).
- Nhà Đại Seljuk (1037 - 1192)
- Nhà Khwarezm-Shah (1077 - 1231) (Từ 1077 đến 1148 họ là chư hầu của nhà Đại Seljuk).
- Nhà Ghur (1148 - 1215) phần lớn ở Afghanistan, Pakistan. Họ có một phần đất ở đông bộ Iran ngày nay.

Các triều đại nhỏ có:
- Nhà Ismail (1090 - 1255) ở trung bộ Ba Tư.
- Nhà Shah (1100 - 1550) ở Shirwan.
- Nhà Atabeg của Azerbaijan[59] (1136 - 1225).

Cũng nên kể đến một triều đại không nhỏ, nhưng nằm bên ngoài cương thổ Iran ngày nay, là:
- Nhà Ayyub (1171 - 1341) của người Kurd thuộc tộc Iran, tại Ai Cập, Libya, tây bộ bán đảo Ả Rập và Syria.

## Thuộc Mông Cổ (1255 - 1500)

### Nhà Y Nhĩ Hãn (1256 - 1353)
Ala ad-Din Muhammad II, nhà chinh phục lớn nhất của nhà Khwarezm Shah có lẽ còn bành trướng đế quốc Khwarezm rộng lớn hơn nữa, nếu ông ta không có một kình địch sống đồng thời đại là Thành Cát Tư Hãn. Trong khoảng thời gian ngắn ngủi từ năm 1218 đến năm 1222, Thành Cát Tư Hãn và các tướng sĩ Mông Cổ đã đánh nhà Khwarezm Shah ngã quỵ, tàn sát dân chúng của nhiều thành phố lớn nhỏ, khiến dân số tộc Iran và các chủng tộc khác trong vùng bị suy giảm một cách thê thảm.
Con của Ala ad-Din Muhammad II là Jalal ad-Din Mingburnu cũng là một chiến tướng có khả năng, đã chiếm lại được đất Iran trong năm 1223 sau khi Thành Cát Tư Hãn về xứ . Nhưng dưới thời Đại Hãn Oa Khoát Đài, đại quân Mông Cổ trở lại chiếm hầu hết đất Iran trong khoảng 1235-1239 . Đến năm 1255, trước sức tấn công của Húc Liệt Ngột, thành trì cuối cùng của nhà Ismail ở trung bộ Ba Tư là Alamut bị hạ.
Húc Liệt Ngột và các con cháu ông ta được các Đại Hãn phong làm Il-Khan (Tiểu Hãn) nên triều đại này được gọi là nhà Ilkhan hay nhà Y Nhĩ Hãn (1256 - 1353).
Người Ba Tư, tuy bị đô hộ, nhưng đã đem văn hóa chinh phục được kẻ thống trị và thuyết được các vua nhà Y Nhĩ Hãn theo Hồi giáo. Người Mông Cổ dần dần đồng hóa hòa lẫn với người Iran. Sự đồng hóa này cho phép một số ý kiến coi nhà Y Nhĩ Hãn biến thành một triều đại địa phương kể từ một thời điểm nào đó.
Sau vua Abu Sa'id Bahadur (1316-1335), nhà Y Nhĩ Hãn suy yếu hẳn. Thực quyền ở Iran nằm trong tay 5 triều đại là:
- Nhà Ilkhan-Jalayir (1336 - 1432) ở Iraq rồi Khuzistan[63].
- Nhà Banu Kurt (1248 - 1383)[63].
- Nhà Muzaffar (1335 - 1392)[63].
- Nhà Serbedarian (1335 - 1381)[63].
- Nhà Jubanian (1337 - 1355)[64].

### Nhà Timur (1369 - 1505)
Nhà chinh phục Thiết Mộc Nhi tức Timur (1369 - 1405) dấy nghiệp ở Trung Á, thôn tính hoặc hàng phục toàn cõi Iran, và tiến xa đến bán đảo Tiểu Á. Ông ta xưng là dòng dõi Thành Cát Tư Hãn, nhưng chiếm đến đâu cũng áp đặt tiếng Ba Tư làm ngôn ngữ chính thức. Con cháu ông ta nối nhau làm vua được thêm 1 thế kỷ, tức là nhà Timur.
Tuy nhiên, các thế lực khác nhanh chóng hùng cứ nhiều vùng đất khác của Iran, như:
- Nhà Seyid của Laristan và Resht (1361 - 1591)[65] ở Ghilan.
- Nhà Karakoyunlu (1396 - 1468)[66] ở tây bộ Iran.
- Nhà Akkoyunlu (1400 - 1508)[67] ở phần lớn Iran, Iraq ngày nay và vài vùng lân cận.

## Nhà Safavid (1500 - 1722)
Shah Ismail I, một thiếu niên xuất chúng mới 14 tuổi, khởi nghiệp lập nhà Safavid khoảng năm 1500, xưng đế phần lớn những vùng đất thuộc Iraq và Iran ngày nay. Vào năm 1508, ông chinh phạt thành Baghdad - một thành phố có tầm quan trọng về chiến lược - từ tay nhà Akkoyunlu, đánh bại vua Murad nhà Akkoyunlu và kết liễu luôn triều đại này, rồi ít lâu sau đó ông chinh phạt được người Uzbek ở xứ Bukhara. Ông còn phái các nhà truyền giaó Shi'a đến vùng Tiểu Á, kích động các bộ lạc của người Thổ Nhĩ Kỳ tại đây làm loạn chống lại Đế quốc Ottoman. Để trả đũa, vào năm 1514, vị Sultan tàn bạo và quả cảm của nhà Ottoman là Selim I thân chinh kéo đại quân tinh nhuệ tiến đánh Đế quốc Ba Tư và đánh tan tác Quân đội Ba Tư hùng mạnh do Shah Ismail I thân chinh thống lĩnh trong trận đánh quyết định tại Chaldiran. Tuy nhiên, dù Sultan Selim I chiếm được kinh thành Tabriz sau chiến thắng này, nhưng ông không giữ vững được đất đai mới chiếm, do đó Đế quốc Safavid đã chiếm lại được kinh đô.
Tuy nhiên, với chiến bại của Quân đội Ba Tư tại Chaldiran thì các tín đồ Shia Alevi không còn dám làm loạn chống Triều đình Ottoman nữa, đồng thời Shah Ismail I lâm vào cảnh vô cùng đau buồn do Sultan Selim bắt giữ hai người vợ của ông. Vào năm 1528, Shah Tahmasp I đánh tan tác người Uzbek. Ông cải tổ Pháo binh Ba Tư để khắc phục khuyết điểm gây nên chiến bại tại Chaldiran. Trong các năm 1547 - 1555, ông còn giúp vị Hoàng đế vong quốc Humayun chiếm lại được toàn bộ Đế quốc Mogul. Ông còn phải đối đầu với vị Sultan hùng cường Suleiman I của Đế quốc Ottoman, quân Ottoman giành thắng lợi và vào năm 1534, Sultan Suleiman I chiếm lại thành Baghdad từ tay Triều đình Safavid.

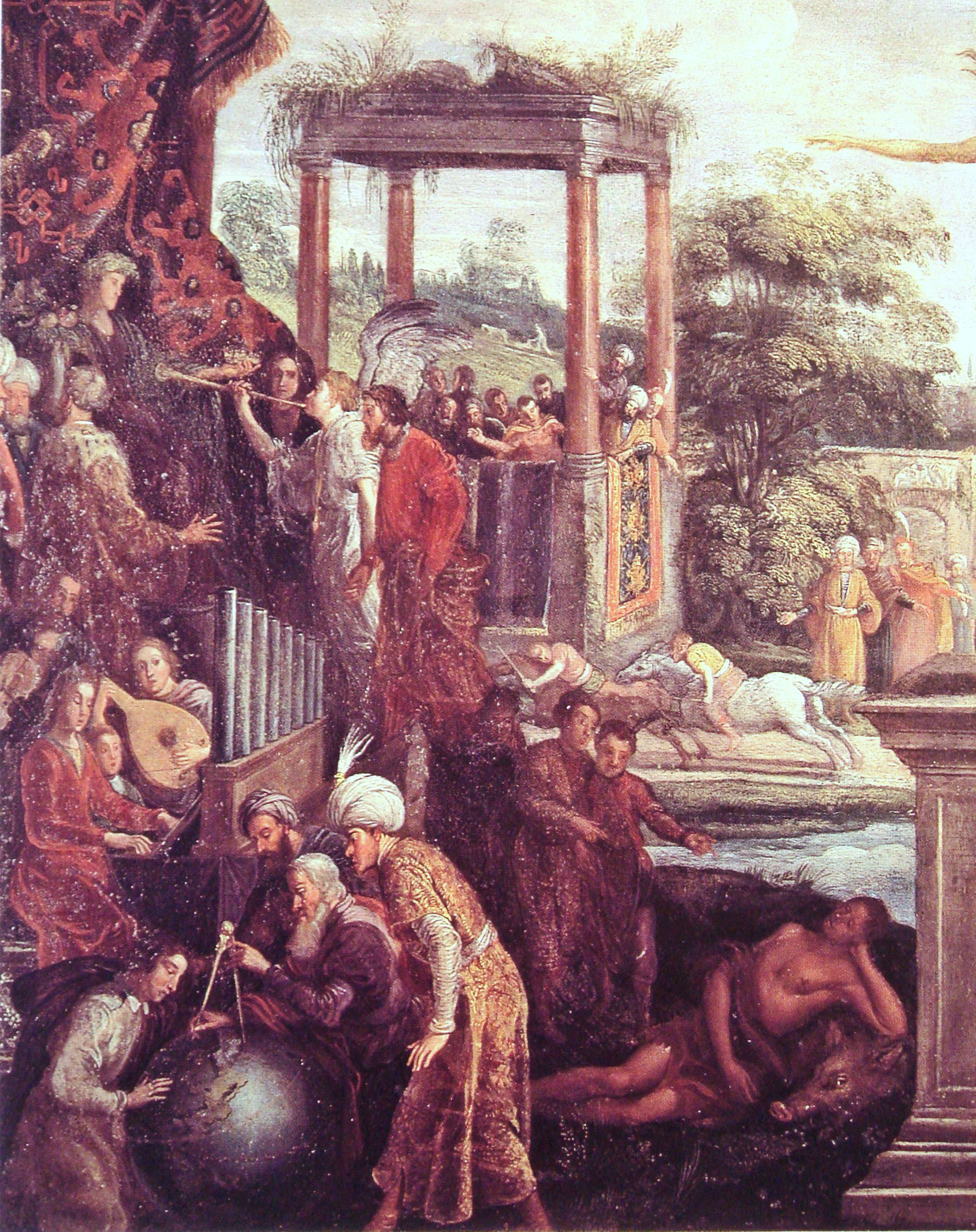
Họa phẩm của Frans II Francken, cho thấy Shah Abbas I được đội kèn danh dự và phái bộ sứ thần Ba Tư ở châu Âu tôn làm Caesar mới.

Vào thập niên 1580, quân Ottoman lại tấn công và buộc Shah Abbas I phải hòa giải, nước Ba Tư mất rất nhiều lãnh thổ. Thế nhưng, dưới triều vua Abbas I, Đế quốc Safavid lên tới đỉnh cao huy hoàng. Ông tiến hành cải cách, xây dựng một lực lượng Quân đội trung thành với Hoàng đế, đánh tan tác người Uzbek, tái chiếm xứ Azerbaijan và chiếm lại toàn bộ các lãnh thổ bị Đế quốc Ottoman chiếm đóng. Vào năm 1623, thành Bagdad bị ông tái chiếm. Shah Abbas I cũng tiếp kiến tử tế những sứ thần châu Âu vào tiếp kiến ông, từ đó mở ra quan hệ ngoại giao đầu tiên giữa người phương Tây và người Ba Tư. Ông là vị Hoàng đế vĩ đại nhất của Vương triều Safavid và đã mở rộng bờ cõi Đế quốc đến miền Nam Caucasus. Tuy nhiên, sau khi Shah Abbas I qua đời thì những chiến công hiển hách của ông vẫn không được phát huy, do các Hoàng đế kế tục đều yếu kém, ngoại trừ vị Hoàng đế kiệt xuất Abbas II với những bề tôi sáng suốt. Nhà Safavid vẫn bị ngăn chận về phía tây bởi nhà Ottoman hùng mạnh của người Thổ, phía đông bởi đế quốc Mogul, phía bắc bởi người Uzbek. Họ chuyển sức mạnh quân sự hướng vào các triều đại nhỏ trên lãnh thổ Iran ngày nay, khiến vùng đất này thật sự thống nhất sau nhiều thế kỷ.
Các hoàng đế nhà Safavid mang nhiều dòng máu (Azerbaijan, Ả Rập, Gruzia, Hy Lạp, Kurd), nhưng họ lấy quốc hiệu là Ba Tư. Họ đã tổ chức được một đất nước hùng mạnh, văn minh, thành tụ trên nhiều phương diện. Họ cũng đem lại một thay đổi quan trọng về tôn giáo: từ thời họ trở đi, phái Shi'a Mười Hai Giáo Trưởng của đạo Hồi trở thành giáo phái chiếm đa số tại Iran cho đến ngày nay. Hoàng đế Ba Tư gần như có thần quyền, và tuyên bố ông là lãnh tụ tối cao của toàn thể Hồi giáo. Do Đế quốc Ba Tư thường chiến tranh liên miên với Đế quốc Ottoman theo hệ phái Sunni, Shah Abbas I đối xử tàn nhẫn với các tín đồ Sunni trong Đế quốc Ba Tư, nhưng nhìn chung ông có thái độ tự do tôn giáo với Ki-tô giáo. Ông còn đàn áp một cuộc nổi dậy của các tín đồ Ki-tô giáo người Gruzia, giết Nữ hoàng Ketevan của người Gruzia.
Như hình ảnh của nhà Safavid, quốc dân Ba Tư, sau nhiều thế kỷ bị đô hộ, hoặc đô hộ xứ người, đã bị pha trộn rất nhiều chủng tộc. Mỗi người vẫn có thể tự coi mình là người Ba Tư, người Azerbaijan, người Kurd, v.v… nhưng thật ra bản sắc đó do văn hóa hơn là do sự thuần túy của chủng tộc. Đặc biệt nền văn hóa Ba Tư tiếp tục ảnh hưởng các lân bang: danh hiệu Padishah (Vương Chủ) đặc thù của các hoàng đế Ba Tư được các hoàng đế nhà Ottoman và nhà Mogul dùng một cách trang trọng. Dưới triều vua Abbas I, nền văn hóa - nghệ thuật của Đế quốc Ba Tư phát triển phồn vinh. Ông dời đô về thành Isfahan và xây dựng một tân đô lộng lẫy. Chốn kinh kỳ tráng lệ của vị Hoàng đế này nhìn chung, vẫn còn nguyên vẹn. Vải thêm kim tuyến, thảm và quà cáp bằng da của người Ba Tư được toàn thế giới ưa chuộng; và triết học Ba Tư có những quan điểm tiến bộ, khoa học, y học và toán học của Đế quốc Ba Tư sánh ngang các nước khác. Đế quốc Safavid trở thành người thừa kế xuất sắc của các Đế quốc cổ trong lịch sử Ba Tư.

## Thuộc Afghanistan (1722 - 1729)
Vua nhà Safavid là Soltan Hosein cưỡng bách người các tôn giáo khác và các giáo phái khác theo giáo phái Shi'a Mười Hai Giáo Trưởng như gia đình ông ta khiến loạn dấy lên ở nhiều nơi. Phía tây và tây bắc có người Thổ Ottoman và người Lezgin đánh vào, phía bắc có đế quốc Nga tấn công, và quan trọng nhất là phía đông bắc có người Pashtun từ Afghanistan tràn đến. Người Pashtun, do nhà Hotaki thuộc bộ tộc Ghilzai thống lĩnh, bao vây thủ đô Isfahan của nhà Safavid và chiếm được thành này năm 1722.
Mặc dù tiếng mẹ đẻ của họ là tiếng Pashtun, nhà Hotaki vẫn dùng tiếng Ba Tư làm ngôn ngữ chính thức trong lãnh thổ.
Trong năm 1729, một viên tướng gốc người Thổ Nhĩ Kỳ là Nadir Khan khôi phục được kinh đô Isfahan cho nhà Safavid và đánh đuổi được người Pashtun khỏi Ba Tư.
Thời "thuộc Afghanistan" tạm coi là giới hạn trong giai đoạn 1722 - 1729. Tuy nhiên, ít lâu sau, nhà Durrani (1747 - 1823) của Afghanistan cũng có lúc chiếm giữ vài vùng đất phía đông bắc Iran.

## Nhà Afshar (1736 - 1796)
Thấy mình đủ mạnh, tướng Nadir Khan lật đổ nhà Safavid, lên ngôi, trở thành Nadir Shah và lập nhà Afshar năm 1736. Được Đế quốc Nga giúp đỡ - vốn không hợp phong thổ, quân Nga bị thiệt mất 130.000 binh sĩ từ năm 1722 tại Iran, nên bỏ ý định đô hộ - Hoàng đế Nadir Shah nhanh chóng dựng lên một đế quốc Ba Tư rộng lớn chưa từng thấy kể từ thời Sassanid (226 - 651).
Hoàng đế Nadir Shah bạo ác, đất nước Iran bị chiến tranh loạn lạc liên miên. Ông bị thuộc hạ ám sát năm 1747. Iran tiếp tục bị nạn binh đao trong nhiều năm và lãnh thổ nhà Afshar thu hẹp lại. Cháu nội của Hoàng đế Nadir Shah là ông vua mù lòa Shahrukh tuy cai trị một thời gian dài (1750 - 1796) nhưng chỉ còn đất Khorasan miền đông bắc Iran.

## Nhà Zand (1750 - 1794)
Một viên tướng của vua Nadir Shah là Karim Khan, người Lur (tộc Iran) lập nhà Zand ở trung bộ và nam bộ Iran năm 1750. Danh tướng Karim Khan, với nhiều chiến công, trở thành nhân vật hùng mạnh nhất ở Iran. Ông cũng tái lập được an ninh và thịnh vượng trong lãnh thổ. Đặc biệt, vua Karim Khan và những truyền nhân không xưng đế xưng vương, mà chỉ lấy danh hiệu khiêm tốn Vakilol Ro'aya (Trạng Sư của Nhân dân). Nhưng sau khi vua Karim Khan qua đời (năm 1779), những người kế tục ông không giữ nổi cơ đồ, khiến nhà Zand bị mất vào tay Agha Mohammad Khan, một kình địch từng bị làm con tin của ông.
Triều đình Karim Khan mở cửa cho người Anh của công ty Đông Ấn vào buôn bán ở hải cảng Bushehr. Ảnh hưởng của người Anh và văn hóa Anh dần dần trở thành ảnh hưởng Âu Tây quan trọng nhất tại Iran.

## Nhà Qajar (1781 - 1925)
Nhà Qajar, người Turkmen, thống nhất được Iran năm 1794 và tái lập được trật tự ở đấy. Họ đóng đô ở Tehran từ năm 1786.
Tuy nhiên, ít nhất là vì không theo kịp được những tiến bộ của người Âu, Iran bị mất dần lãnh thổ. Sau cuộc chiến tranh Nga - Iran (1804 - 1813), kết thúc bằng hòa ước Gulistan, nhà Qajar phải nhượng cho đế quốc Nga các đất Azerbaijan, Daghestan và đông bộ Gruzia. Sau cuộc chiến tranh Nga - Iran lần thứ hai (1826 - 1828), Iran phải nhượng thêm đất Erivan, Nakhichevan, đặc quyền dùng Hải quân trên biển Caspi, và để người Nga tự do vào buôn bán trong nước. Vào năm 1881, đế quốc Nga chiếm thêm các vùng Turkmenistan và Uzbekistan ngày nay.
Vua Nasser al-Din Shah Qajar, với gần nửa thế kỷ tại ngôi (1848 - 1896), đã cố gắng canh tân xứ sở và cố gắng lợi dụng sự cạnh tranh giữa các Đế quốc Anh và Nga để giữ vững đất nước. Nhưng những cố gắng canh tân gặp nhiều chống đối từ giới tu sĩ và dẫn đến cuộc cách mạng hiến pháp Iran (1905 - 1911).
Tháng 2 năm 1921, chỉ huy trưởng của lữ đoàn Cossack Ba Tư là Reza Khan đảo chính và từ đấy nắm thực quyền trị nước, trước khi truất phế nhà Qajar vào tháng 10 năm 1925.

## Nhà Pahlavi (1925 - 1979)
Reza Khan lên ngôi Hoàng đế, trở thành Reza Shah và tự đặt cho mình họ Pahlavi. Ông chấn hưng kỹ nghệ, giáo dục, y tế, v.v…, cải cách xã hội, quân đội, hành chính, tài chính, v.v… một cách thúc bách. Ông ra luật buộc dân phải ăn mặc Âu phục, bỏ y phục truyền thống, buộc phụ nữ phải bỏ che mạng. Ông ta thi hành các luật này một cách sắt thép: cho quân lính tàn sát những người chống đối ngay trong các thánh đường.
Tháng 8 năm 1941, vì lý do chiến lược, quân Anh và quân Liên Xô phối hợp tấn công Iran, truất phế Hoàng đế Reza Shah, và lập con trai ông là Hoàng đế Mohammed Reza Pahlavi lên ngôi.
Vua Mohammed Reza Pahlavi tiếp tục đường lối cải cách của cha, tuy mềm dẻo hơn chút ít dưới tên chương trình là Cách mạng Trắng từ năm 1963, nhưng vẫn gặp nhiều chống đối từ quần chúng và đặc biệt là giới tu sĩ, cho đến khi bị phong trào của ông Ruhollah Khomeini lật đổ năm 1979.

## Iran hiện đại (1979 - nay)
Nhà Pahlavi bị lật đổ năm 1979 do quá trình cuộc cách mạng Iran có nguyên do từ những cải cách xã hội có tính cách ép buộc từ các thế hệ trước. Sau khi nắm được chính quyền, cuộc cách mạng này nhường chỗ cho chính phủ lâm thời Iran (2/1979 - 2/1980) trước khi nước cộng hòa bắt đầu. Từ đó đến nay, người có quyền cao nhất ở Iran mang hiệu Lãnh tụ tối cao / Lãnh tụ của cuộc cách mạng (Rahbar).
Iran phải đương đầu với Iraq trong cuộc chiến tranh Iran-Iraq từ năm 1980 đến 1988, mà con số thương vong phía Iran được ước lượng là 500.000 đến 1.200.000 người.
Trong thập niên 2001 - 2010, Nhà nước Iran được nhiều sự chú ý từ giới truyền thông quốc tế vì thường tuyên bố muốn xóa tên xứ Do Thái (tức Israel) trên bản đồ thế giới, và phát triển chương trình năng lượng hạt nhân có khả năng chuyển sang vũ khí hạt nhân.